# Edward Perry (industrial)
Edward Perry (15 de noviembre de 1800 - 2 de marzo de 1869), fue un fabricante británico de objetos de latón lacados, dos veces alcalde de Wolverhampton.

## Primeros años
Edward Perry nació en 1800 en Wolverhampton, hijo de Richard Perry y su esposa Sarah. Asistió a la Wolverhampton Grammar School.

## Chapa de latón estañada
Después de dejar la escuela pasó a trabajar en un taller que fabricaba objetos de latón que imitaban el lacado japonés, que abandonó para establecer su propia compañía. El negocio creció rápidamente, y debió mudarse a unas nuevas instalaciones. Perry fabricaba unos trabajos de chapa de latón estañada de mucho éxito comercial, cuya actividad se expandió mucho más que el negocio similar de Richard Perry & Son, creado por su padre y su hermano. Después de su muerte, su negocio fue absorbido por la otra empresa familiar, y con el tiempo se convirtió en parte de los negocios de John Marston, dueño de Sunbeam.

## Política
Fue elegido dos veces alcalde de Wolverhampton, en los períodos 1855-1856 y 1856-1857, coincidiendo con un período de disputas entre el Concejo y la Compañía de Suministro de Agua de Wolverhampton, que dejó al ayuntamiento con un déficit considerable. Perry organizó unas tarifas de aportación voluntaria para resolver la situación.
Fue el principal responsable de la creación de la Cámara de comercio de Wolverhampton.

## Vida posterior
Perry vivía con su esposa Sophia en Stonley House, Wolverhampton, posteriormente Danes Court, Tettenhall, Staffordshire. Murió el 2 de marzo de 1869.